# Alekséi Kápler

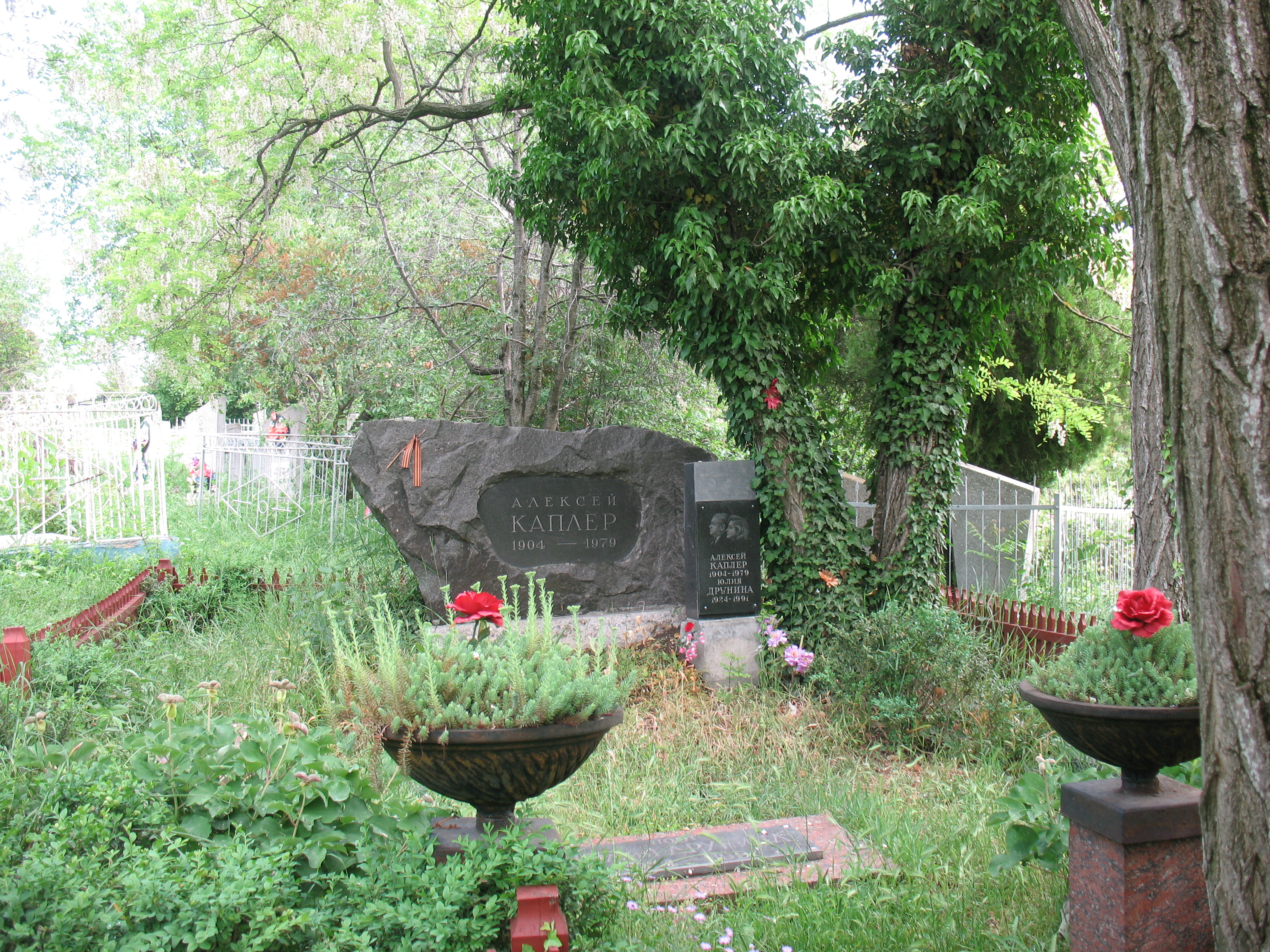
Lugar de sepultura de Kápler y Drunina.

Alekséi Yákovlevich Kápler (también Alexéi, en ruso: Алексей Яковлевич Каплер; 15 de septiembrejul./ 28 de septiembre de 1903greg., Kiev, Imperio ruso - 11 de septiembre de 1979, Moscú, Unión Soviética) fue un destacado cineasta, guionista, actor y escritor soviético. Fue conocido como guionista de muchas películas soviéticas, como Lenin en 1918, El hombre anfibio, El pájaro azul y Tigres en alta mar, así como uno de los presentadores y directores del programa de televisión Kinopanorama (una visión general del cine). En 1941, Kápler recibió el Premio Stalin.

## Biografía
Su primera esposa fue la actriz Tatiana Tarnowska (1898-1994), hija de la condesa Maria Tarnowska. Con Tatiana tuvo un hijo, Anatoly (n. 1927).
Kápler también es conocido como el primer amor de la entonces hija menor de edad de Iósif Stalin, Svetlana Alilúyeva, que era más de 20 años menor que él. Según la hija de Stalin, esa fue la razón por la que Kápler fue condenado en 1943 a cinco años de exilio por cargos de agitación antisoviética. Fue enviado a la región de Vorkutá, donde trabajó como fotógrafo y vivía en una pequeña habitación dividida en una esquina del estudio fotográfico local.
En 1948, fue condenado por segunda vez y pasó cinco años más en los campos de trabajo de Inta, siendo finalmente liberado solo en julio de 1953, después de la muerte de Stalin. Después de regresar del gulag, Kápler continuó trabajando en el cine y la televisión.
La última esposa de Kápler fue la poeta Yulia Drunina.

## Filmografía
| Año  | Título en ruso           | Título                            | Papel                | Notas                                  |
| ---- | ------------------------ | --------------------------------- | -------------------- | -------------------------------------- |
| 1926 | Шинель                   | El abrigo                         | Actor                |                                        |
| 1930 | Право на женщину         | Pravo na zhinku                   | Director             | Cortometraje                           |
| 1931 | Шахта 12—28              | Shakhta 12-28                     | Director y guionista |                                        |
| 1935 | Шестое чувство           | Altinci hiss                      | Guionista            |                                        |
| 1937 | Шахтеры                  | Shakhtyory                        | Guionista            |                                        |
| 1937 | Ленин в октябре          | Lenin en octubre                  | Guionista            |                                        |
| 1939 | Ленин в 1918 году        | Lenin en 1918                     | Guionista            |                                        |
| 1941 | Боевой киносборник 5     | Boyevoy kinosbornik 5             | Guionista            | Segmento «Our Moscow»                  |
| 1942 | День войны               | Den voyny                         | Guionista            | Documental                             |
| 1942 | Концерт фронту           | Kontsert frontu                   | Guionista            |                                        |
| 1942 | Железный ангел           | Zhelezny angel                    | Guionista            |                                        |
| 1943 | Котовский                | Kotovsky                          | Guionista            |                                        |
| 1943 | Она защищает Родину      | Ona zashchishchaet rodinu         | Guionista            |                                        |
| 1943 | Бесценная голова         | Novgorodtsy                       | Guionista            |                                        |
| 1956 | За витриной универмага   | Tras la vitrina                   | Guionista            |                                        |
| 1957 | Необыкновенное лето      | Un verano extraordinario          | Guionista            |                                        |
| 1957 | Первые радости           | Primeras alegrías                 | Guionista            |                                        |
| 1961 | Полосатый рейс           | Tigres en alta mar                | Guionista            |                                        |
| 1961 | Две жизни                | Dve zhizni                        | Guionista            |                                        |
| 1962 | Человек-Амфибия          | El hombre anfibio                 | Guionista            |                                        |
| 1963 | Принимаю бой             | Prinimayu boy                     | Guionista            |                                        |
| 1972 | Вера, Надежда, Любовь    | Vera, Nadezhda, Lyubov            | Guionista            | Miniserie                              |
| 1976 | Синяя птица              | El pájaro azul                    | Guionista            |                                        |
| 1976 | Маяковский смеётся       | Klop 75 ili Mayakovskiy smeyotsya | Actor                |                                        |
| 1984 | Герой ее романа          | Geroy eyo romana                  | Historia (póstumo)   | Basada en Lopushok                     |
| 1987 | Сошедшие с небес         | Soshedshies nebes                 | Historia (póstumo)   | Basada en Dvoye iz dvadtsati millionov |
| 1996 | Возвращение «Броненосца» | Vozvrashchenie 'Bronenostsa'      | Historia (póstumo)   | Basada en Vozvrashchenie 'Bronenostsa' |